# فرماندوا

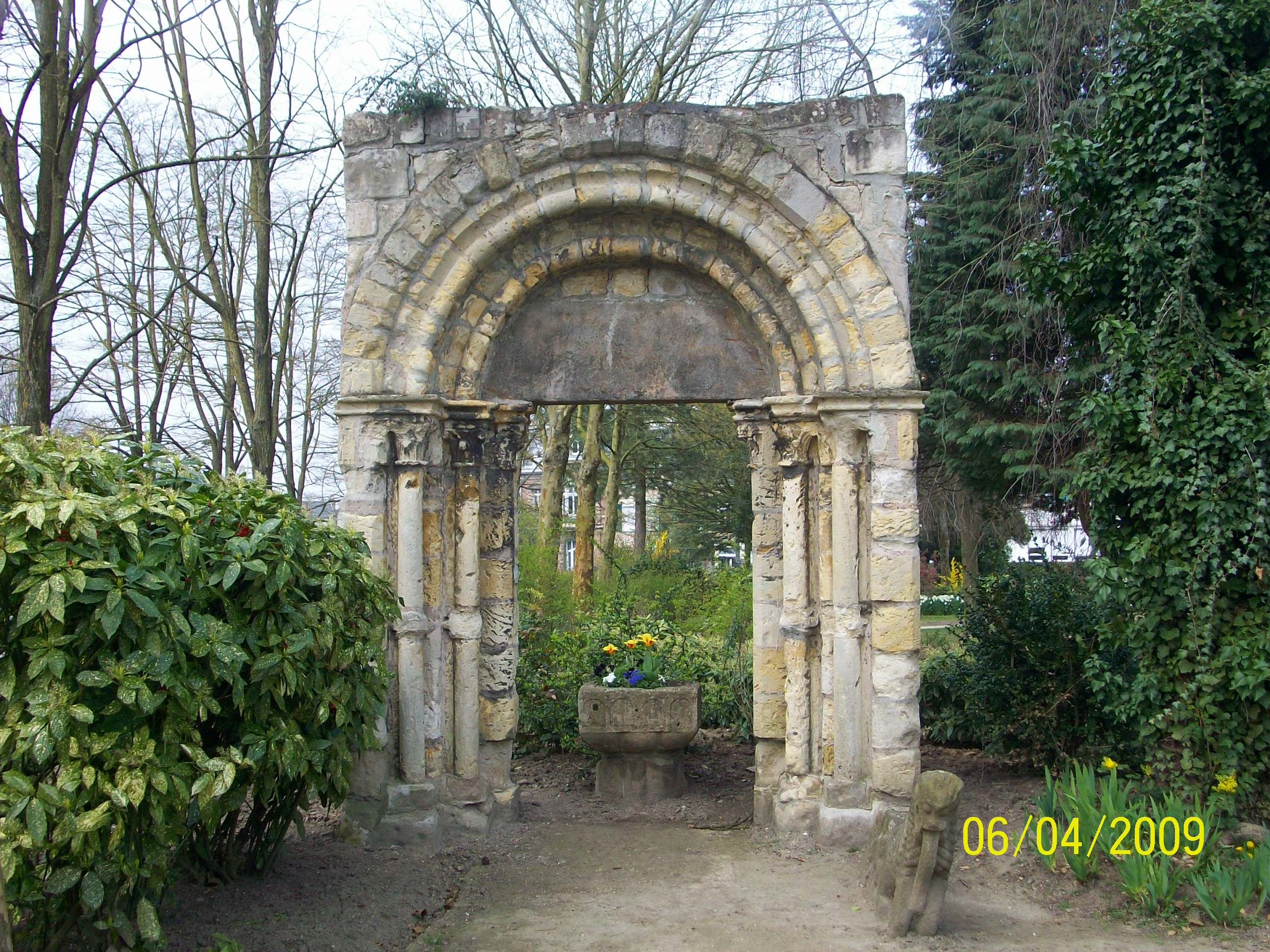

فرماندوا هي كونتية فرنسية ظهرت في فترة الميروفنجيون، استمدت اسمها من أحد القبائل التي كانت تسكن في بيلجي هي قبيلة فيرماندوي، في القرن العاشر أصبحت الكونتية تركز بين مدينتين سان كوينتين (آيسن) وبيرون (سوم)؛ اليوم كونتية فرماندوا تقع في منطقة بيكاردي شمال فرنسا.
كان بيبين الأول  أقدم كونت وراثي لكونتية وهو ينحدر من خط المباشر لسلالة الكارولنجية، أشهر خلفائه حفيده هربرت الثاني (902-943)؛ استطاع زيادة سلطة الإقليمية لأسرة، وأيضا أبقي ملك فرنسا الشرعي شارل الشجاع مسجون عنده لمدة ستة سنوات، هو ابن هربرت الأول وأصبح كذلك لورد بيرون وسان كوينتين الذي قُتل في مواجهة مع بالدوين الثاني، كونت فلاندرز من أجل دفعه عن أراضيه، إما خلفائه التاليين لم يكونون ذي أهمية تاريخية كبيرة.

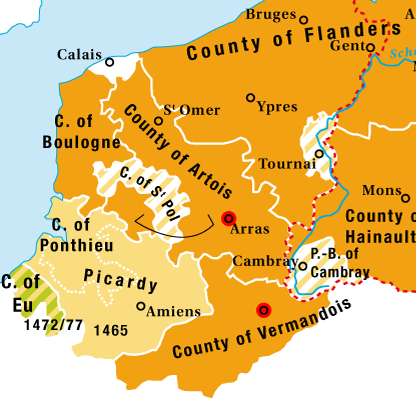
فرماندوا في أقصى اتساعها (في الجنوب).

في 1077 أصبحوا أيضا كونتات فالوا بعد زواج هربرت الرابع من أديلا من فالوا، تم عزل ابنه المعتوه أودو من قبل مجلس البارونات الفرنسي وتقديم اللقب    إلى ابنته أديلايد التي كانت متزوجة من هيو شقيق فيليب الأول ملك فرنسا، كان هيو واحد من قادة الحملة الصليبية الأولى وتوفي في 1102 في طرطوس، قيلقية؛ كان ابنه البكر رالف الأول متزوجاً من بيترونيلا من آكيتاين شقيقة الملكة إليانور، وانجبت له ثلاثة أبناء كلهم أصبحوا كونتات لـ فرماندوا، ابنته الكبرى إليزابيث أصبحت الكونتيسة بعد وفاة شقيقتها في 1167وكانت متزوج من فيليب الأول دي الألزاس، كونت فلاندرز ومع وفاتها في 1383 رفض زوجها تسليم اللقب ودخل في صراع مع فيليب الثاني أغسطس،      ولكن في النهاية وافق على الصلح مع الملك، وبذلك تم تسليم فرماندوا إلى شقيقتها إليانور وتعتبر أخر كونتات فرماندوا في العصور الوسطى، ومع وفاتها في 1213 أُدرجت فرماندوا ضمن مجالات الملكية.